# F91 Dudelange
F91 Dudelange este o echipă de fotbal din orașul Dudelange, Luxemburg. Evoluează în Divizia Națională, dar și în Cupa Luxemburgului.

## Palmares
- BGL League

Campioană (16): 1999-00, 2000-01, 2001-02, 2004-05, 2005-06, 2006-07, 2007-08, 2008-09, 2010-11, 2011–12, 2013–14, 2015–16, 2016–17, 2017–18, 2018–19, 2021-22
Finalistă (3): 1998-99, 2002-03, 2003-04
- Cupa Națională

Campioană (4): 2003-04, 2005-06, 2006-07, 2008-09
Finalistă (4): 1992-93, 1993-94, 2001-02, 2010-11